# Linha Nova
Linha Nova, amtlich portugiesisch Município de Linha Nova, deutsch auch Neuschneis, ist ein Munizip im brasilianischen Bundesstaat Rio Grande do Sul. Die Bevölkerung wurde zum 1. Juli 2021 auf 1724 Einwohner geschätzt, die Linha-Novaenser genannt werden und auf einer Gemeindefläche von rund 63,5 km² leben. Die urban bebaute Fläche des Hauptortes, eigentlich ein Dorf, hatte 2010 eine Fläche unter 0,5 km². Die Gemeinde baut Blumenkohl an. Zwei Drittel der Bevölkerung lebt von der Landwirtschaft.

## Geographie
Angrenzende Gemeinden sind Picada Café, Nova Petrópolis, Feliz und Vale Real. Das Terrain ist hügelig, der Ort liegt auf einer Höhe von etwa 365 Metern über Meeresspiegel. Die Entfernung zur Landeshauptstadt Porto Alegre beträgt 87 km.
Sie liegt mit 19 weiteren Munizipien in der geographischen Region des Vale do Caí.
Das Klima ist vorherrschend tropisch/subtropischer Natur, dem sogenannten Atlantischen Regenwald.

## Geschichte
Nach dem Vertrag von Ponche Verde hatten sich in der Provinz São Pedro do Rio Grande do Sul in einer zweiten Einwanderungswelle Kolonisten aus Rheinland-Pfalz und dem Hunsrück in dem Gebiet von Linha Nova angesiedelt, vorwiegend lutherischen Glaubens. An dem Aufbau einer lutherischen Gemeinde war der Pfarrer Heinrich Wilhelm Hunsche beteiligt.
Die Stadtrechte erhielt Linha Nova durch das Lei Estadual n.º 9.631 vom 20. März 1992 mit Ausgliederung aus Feliz.

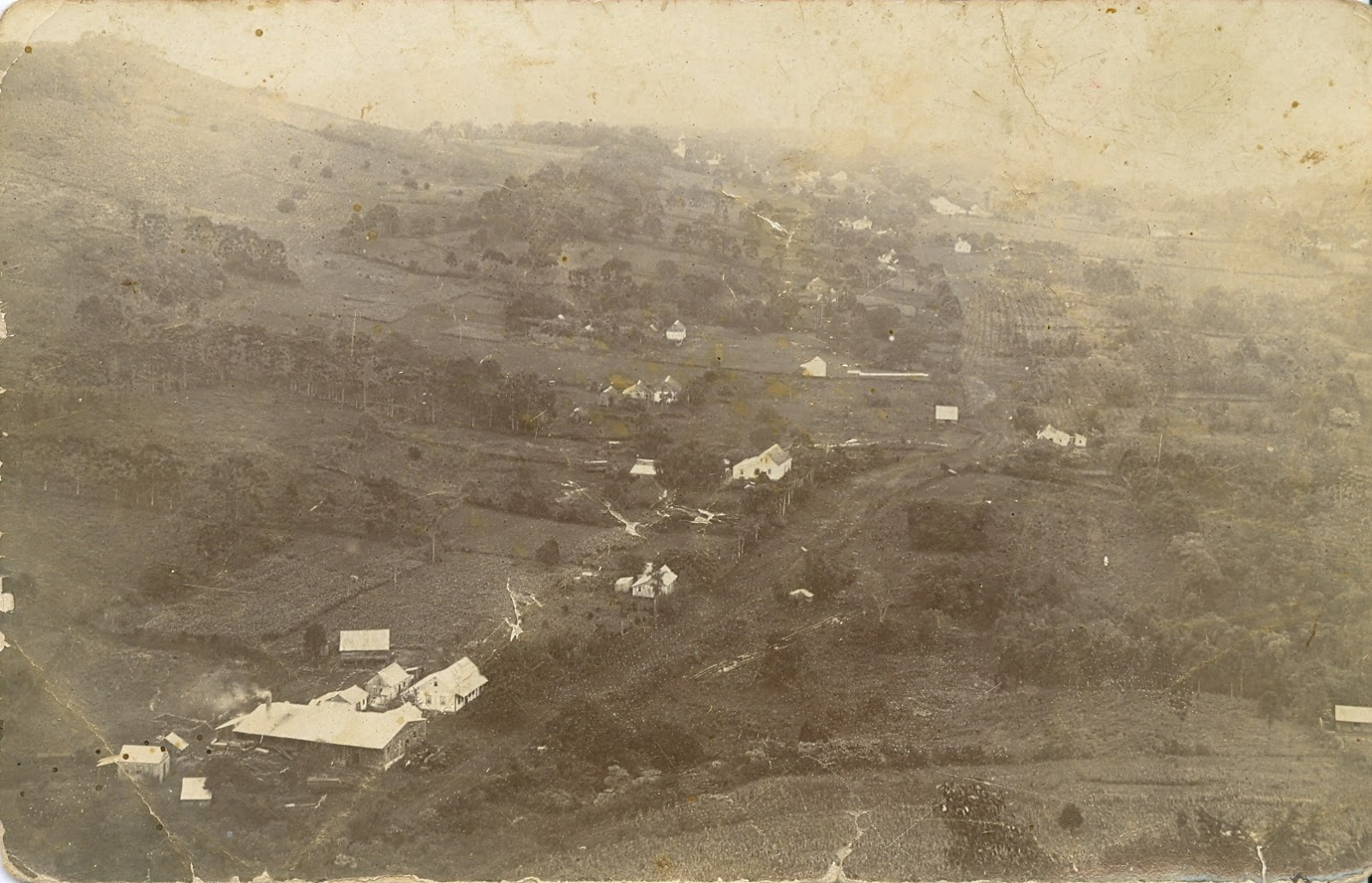
Historische Aufnahme von Linha Nova

## Demografie
2010 wurde Linha Nova zu rund 98 % von Weißen, Nachfahren von Europäern, bewohnt.

### Bevölkerungsentwicklung
| Jahr | Einwohner | Stadt | Land  |
| --- | --------- | ----- | ----- |
| 2000 | 1.564     | 362   | 1.202 |
| 2010 | 1.624     | 416   | 1.208 |
| 2021 | 1.724     | ?     | ?     |
| Die zur Anzeige dieser Grafik verwendete Erweiterung wurde dauerhaft deaktiviert. Wir arbeiten aktuell daran, diese und weitere betroffene Grafiken auf ein neues Format umzustellen. (Mehr dazu) |           |       |       |

Quelle: IBGE (2011)

## Persönlichkeiten

### In Linha Nova geboren
- Sílvia Beatrice Genz (* 1956), Kirchenpräsidentin der Evangelischen Kirche Lutherischen Bekenntnisses in Brasilien (IECLB)

### Mit Linha Nova verbunden
- Heinrich Wilhelm Hunsche (1839–1934), evangelischer Pfarrer und Missionar in Südbrasilien. Er gilt dort als ein Pionier des Evangeliums.